# عبد الله العنزي (لاعب كرة قدم مواليد 1995)
عبد الله حسين العنزي، لاعب كرة قدم قطري.

## مسيرة اللاعب
لعب في نادي الخريطيات ونادي السيلية ونادي معيذر ونادي لوسيل.